# Jérémie Ier de Constantinople

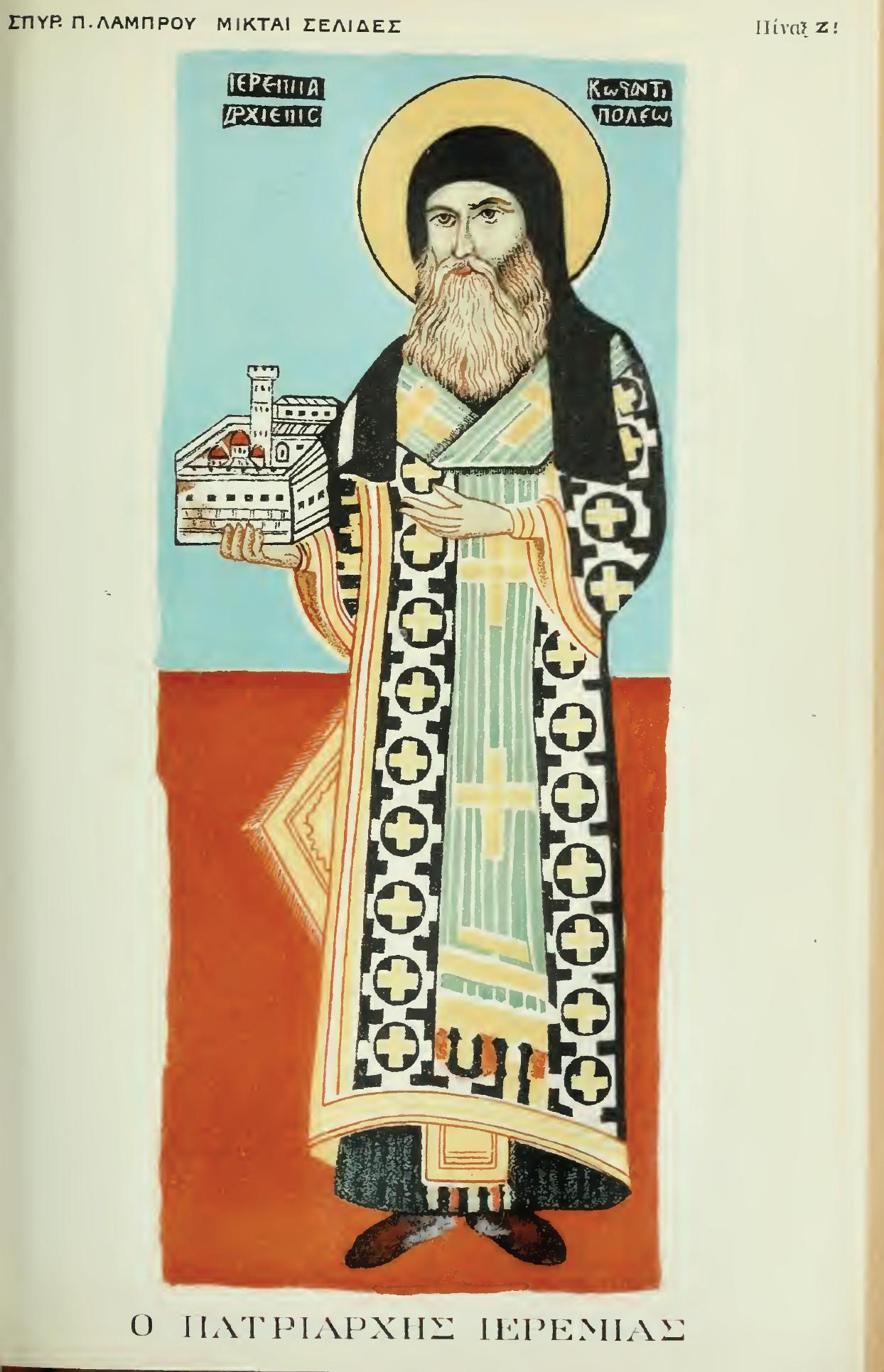
Le patriarche Jérémie Ier.

Jérémie Ier de Constantinople (en grec Ιερεμίας Α΄) fut patriarche de Constantinople de 1522 à sa mort en 1545.

## Biographie
Jérémie était métropolite de Sofia en Bulgarie lorsqu'il accèda au patriarcat de Constantinople le 31 décembre 1522, après la mort de Théolepte Ier.
Au printemps 1524 ou 1526, il est déposé par un concile tenu en son absence par des factieux alors qu'il était à Chypre, et remplacé par Joannice Ier. De retour dans la capitale, Joannice est déclaré patriarche illégitime et Jérémie Ier est rétabli grâce à l'intervention d'un pacha de ses amis, moyennant le versement d'une somme de 500 ducats par ses partisans.
En 1527, grâce à son habileté, il réussit à détourner les autorités ottomanes de leur projet détruire les églises de Constantinople comme elles l'envisageaient. Il entretient généralement de bonnes relations avec les Turcs, ce qui explique la durée exceptionnelle de son pontificat pour l'époque.
Selon Henri de Sponde et les bollandistes, il meurt le 23 décembre 1545 à Vratsa en Bulgarie alors qu'il se rendait en Valachie.